# 朝久泰央
朝久 泰央（あさひさ たいおう、1998年1月16日 - ）は、日本の男性キックボクサー、空手家。福岡県うきは市出身。第5代K-1 WORLD GPライト級王者。兄は武林風WLF世界-60kg 王者・朝久裕貴、父は新国際空手道連盟 朝久道場館長・朝久篤。

## 経歴
朝久裕貴の実弟。兄と共に、父である朝久道場の朝久篤館長のもとで空手を学ぶ。
J-NETWORKの決勝では両者一進一退の攻防が続いたが、手数とクリーンヒットで勝り弱冠16歳で判定勝利、優勝賞金30万円を手にした。試合後のインタビューでは「勝てて嬉しいです。全員倒すつもりで戦いました。（今後の目標は）チャンピオンになります」とあどけない表情で勝利の喜びと目標を笑顔で語った。
2015年からKrushに参戦し、2018年3月には武林風WLF -60kg級王座決定トーナメントのリザーブファイトでも勝利を収めている。2019年はスーパー・フェザー級のトップ戦線で3連勝を飾り、2020年3月「K'FESTA.3」では出場選手の欠場を受けて、当時K-1ライト級王者だった林健太とスーパーファイトで対戦。二段蹴りでダウンを奪って勝利を収める。しかしタイトルマッチは組まれなかった。林戦を機にライト級に戦いの場を移した。
9月のK-1大阪大会では弘輝の飛びヒザ蹴りで先制ダウンを奪われるものの、最後は鮮やかなハイキックで弘輝をマットに沈めた。
12月のK-1両国大会ではライト級屈指のハードパンチャー蓮實光をボディへのヒザ蹴りでKO。
2021年7月、地元・K-1九州大会でライト級王者ゴンナパー・ウィラサクレックの持つベルトに挑み、延長1Rに判定2-1で勝利し、第5代K-1ライト級王座に就いた。
2022年2月27日、K-1東京体育館大会でK-1王者としての初陣が決定。ワンマッチで極真会館2017年第6回世界ウエイト制軽量級優勝の実績を持つ与座優貴と対戦し、延長1Rに0-3の判定負け。
2023年3月、K-1 WORLD GP 2023 JAPAN ～K’FESTA.6～で行われたライト級タイトルマッチで与座優貴と再戦し、0-3の判定負け。王座から陥落した。
2024年12月31日、RIZIN10度目の大晦日記念大会のRIZIN DECADEに出場し、YURAと対戦してダウンを奪われるもダウンを奪い返し、3R判定勝ちを収めた。
2025年5月4日、RIZIN男祭りでウザ強ヨシヤと対戦し、2Rに左ハイキックでKO勝ちを収めた。
2025年7月13日、K-1 DONTAKUでダニラ・クワチと対戦し、3R判定勝ちを収めた。

## 人物・エピソード
- 自分が出ている団体に思い入れを強く持つ性格。そのため2024年の会見で、自身が契約している新生K-1の現役王者と前K-1王者達（野杁正明・武尊・レオナ・ペタス・ 黒田斗真・山崎秀晃・金子晃大など）が他興行のTHE MATCHに出場して、対抗戦でRIZIN・RISE・シュートボクシングの他団体選手に敗れたことについて、「リングサイドで見ていて、はっきり言って情けないと思った」と怒りをあらわにした。一方で「RISEとの対抗戦で敗れた龍華くんは、K-1としてこういう結果ですいませんって言っていたので、団体に愛があって評価しています」と会見で話した[7]
- またその際には、過去のK-1選手の武尊や野杁正明に対して行動・発言の矛盾点を指摘し、朝久は「『K-1を背負って～』『K-1が一番』『K-1最高！』と叫んでいた奴（武尊や野杁）もいましたけれど、そのK-1を背負っていた奴らは今何をしているんだ？と思ってます。（K-1を代表して他団体と戦ったTHE MATCHで負けて、あれだけ最高！と言ってたK-1を抜けて、ONEでも負けて、）K-1を背負って情けない姿を晒している。試合だから勝ち負けはあるけど、その負けた選手は「K-1を背負って戦った」とか「K-1が最強」とか言ってたくせに（それは建前で実際の行動は）ONEに移籍したりしてる。で、（K-1が最強と言っていたのに、）ONEに移籍したら『ONE一択だった』『世界最強のONEで』『世界最高峰のONEで』とバカみたいなことを言っています。奴らは何をやっているんだと思ってます。それにK-1で勝った奴が『RISEとの対抗戦を』とか『これから世界を～』とか言ってましたけれど、K-1が世界なので。そういうバカどもを見てイライラしていましたね。ハッキリ言ってこれまでの新生K-1を背負っていたK-1選手には本当に腹が立っています」と話した[7]。さらに2024年12月のRIZINの試合後会見でも、「総合格闘技ならRIZINが一番。立ち技ならK-1が一番。はっきり言ってK-1からONEに行って『ONEが世界最高峰だから』って言うのは今でも、お前バカじゃないの？って思います」と、K-1から外資団体のONEに出場した選手達に改めて苦言を呈している[8]。

## 戦績
| キックボクシング 戦績 | キックボクシング 戦績 | キックボクシング 戦績 | キックボクシング 戦績 | キックボクシング 戦績 | キックボクシング 戦績 | キックボクシング 戦績 |
| --------------------- | --------------------- | --------------------- | --------------------- | --------------------- | --------------------- | --------------------- |
| 31 試合               | (T)KO                 | 判定                  | その他                | 引き分け              | 無効試合              |                       |
| 22 勝                 | 5                     | 17                    | 0                     | 0                     | 0                     |                       |
| 9 敗                  | 0                     | 9                     | 0                     | 0                     | 0                     |                       |

| 勝敗 | 対戦相手                     | 試合結果                          | 大会名                                                                                       | 開催年月日     |
| ○    | ダニラ・クワチ               | 3R終了 判定2-0                    | K-1 DONTAKU                                                                                  | 2025年7月13日  |
| ○    | ウザ強ヨシヤ                 | 2R 1:16 KO（左ハイキック）        | RIZIN男祭り                                                                                  | 2025年5月4日   |
| ○    | YURA                         | 3R終了 判定3-0                    | RIZIN DECADE                                                                                 | 2024年12月31日 |
| ○    | 龍華                         | 3R終了 判定2-0                    | Krush.163                                                                                    | 2024年10月25日 |
| ×    | 与座優貴                     | 3R終了 判定0-3                    | K-1 WORLD GP 2023 JAPAN ～K’FESTA.6～ 【K-1 WORLD GPライト級タイトルマッチ】                 | 2023年3月12日  |
| ×    | 与座優貴                     | 3R+延長1R終了 判定0-3             | K-1 WORLD GP 2022 JAPAN 〜第3代スーパー・バンタム級王座決定トーナメント〜                    | 2022年2月27日  |
| ○    | ゴンナパー・ウィラサクレック | 3R+延長1R終了 判定2-1             | K-1 WORLD GP 2021 JAPAN 〜K-1ライト級タイトルマッチ〜 【K-1 WORLD GPライト級タイトルマッチ】 | 2021年7月17日  |
| ○    | 蓮實光                       | 3R 1:48 TKO（レフェリーストップ） | K-1 WORLD GP 2020 JAPAN〜K-1冬の大一番〜                                                     | 2020年12月13日 |
| ○    | 弘輝                         | 2R 0:56 KO（左ハイキック)         | K-1 WORLD GP 2020 JAPAN〜K-1秋の大阪決戦〜                                                   | 2020年9月22日  |
| ○    | 林健太                       | 3R終了 判定3-0                    | K-1 WORLD GP 2020 JAPAN 〜K'FESTA.3〜                                                        | 2020年3月22日  |
| ○    | 西元也史                     | 2R 2:21 KO（三日月蹴り）          | Krush.107                                                                                    | 2019年11月8日  |
| ○    | 横山朋哉                     | 3R終了 判定3-0                    | Krush.104                                                                                    | 2019年8月31日  |
| ○    | 山本直樹                     | 3R終了 判定3-0                    | Krush.101                                                                                    | 2019年5月18日  |
| ×    | レオナ・ペタス               | 3R終了 判定0-3                    | Krush.98                                                                                     | 2019年2月16日  |
| ○    | 安保璃紅                     | 3R終了 判定3-0                    | K-1 WORLD GP 2018 JAPAN〜K-1ライト級世界最強決定トーナメント〜                               | 2018年12月8日  |
| ○    | 里見柚己                     | 3R終了 判定3-0                    | Krush.91                                                                                     | 2018年8月5日   |
| ○    | シュエ・シェンジェン         | 3R終了 判定3-0                    | 武林風2018：-60kg世界選手権トーナメント【リザーブファイト】                                  | 2018年03月10日 |
| ○    | 大岩龍矢                     | 3R終了 判定3-0                    | Krush.82                                                                                     | 2017年11月5日  |
| ×    | 王万弁                       | 3R終了 判定                       | 武林風2017年世界選手権西安                                                                   | 2017年09月02日 |
| ×    | レオナ・ペタス               | 3R終了 判定0-3                    | Krush.75                                                                                     | 2017年4月2日   |
| ○    | 佐野天馬                     | 3R終了 判定3-0                    | Krush.73                                                                                     | 2017年2月18日  |
| ○    | 大沢文也                     | 3R終了 判定2-0                    | Krush.70                                                                                     | 2016年10月15日 |
| ×    | 西京春馬                     | 3R終了 判定0-2                    | K-1 WORLD GP 2016 IN JAPAN 〜65kg世界最強決定トーナメント〜                                  | 2016年6月24日  |
| ×    | キム・サンジェ               | 3R終了 判定                       | MAX FC                                                                                       | 2016年03月26日 |
| ○    | ちび太                       | 3R終了 判定                       | Pound for Pound vol.5                                                                        | 2015年11月7日  |
| ×    | 石田圭祐                     | 3R終了 判定0-3                    | Krush.59                                                                                     | 2015年10月4日  |
| ○    | 岩尾力                       | 3R終了 判定2-0                    | Krush.54                                                                                     | 2015年5月4日   |
| ×    | 伊澤波人                     | 3R+延長1R終了 判定 0-3            | Krush.49                                                                                     | 2015年1月4日   |
| ○    | テル                         | 2R終了 判定3-0                    | J-FIGHT in Shinjuku vol.39 【J-NETWORK Next Generation Cup -55kg 決勝戦】                    | 2014年9月21日  |
| ○    | 小倉尚也                     | 2R 0:09 TKO                       | J-FIGHT in Shinjuku vol.39 【J-NETWORK Next Generation Cup -55kg 準決勝】                    | 2014年9月21日  |
| ○    | 森本将親                     | 2R終了 判定3-0                    | J-FIGHT in Shinjuku vol.39 【J-NETWORK Next Generation Cup -55kg 1回戦】                     | 2014年9月21日  |

## 獲得タイトル
- 第5代K-1 WORLD GPライト級王者
- J-NETWORK Next Generation Cup -55kg 優勝

## メディア出演
テレビ番組
- 水曜NEXT!「もっと評価されるべき審議会」後編（2022年6月1日、フジテレビ） - 朝久兄弟として裕貴と共にVTR出演